# Caytoniales
Caytoniopsida
Classe
Ordre
Les Caytoniales, uniques représentants de la classe des Caytoniopsida, sont un ordre éteint de plantes à graines connues à partir de fossiles collectés tout au long de l’ère du Mésozoïque, il y a environ 252 à 66 millions d’années,,. Elles sont considérées comme des fougères à graines car ce sont des plantes porteuses de graines avec des feuilles ressemblant à des fougères. Bien qu’à un moment donné considéré comme des Angiospermes en raison de leurs cupules en forme de baies, cette hypothèse a été réfutée par la suite. Néanmoins, certaines autorités les considèrent comme des ancêtres probables ou des proches parents des Angiospermes. L’origine des Angiospermes reste incertaine, et elles ne peuvent être reliées avec certitude à aucun groupe de plantes à graines connu.

## Histoire
Les premiers fossiles identifiés dans cet ordre ont été découverts dans le lit de Gristhorpe du Jurassique moyen de la formation de Cloughton dans la baie de Cayton, dans le Yorkshire, le nom de la baie donnant le nom au groupe. Ils ont depuis été trouvés dans les roches mésozoïques du monde entier. Il est probable que les Caytoniales aient prospéré dans les zones humides, car on les trouve souvent avec d’autres plantes qui aiment l’humidité telles que les prêles dans les paléosols gorgés d’eau. Les premiers fossiles de Caytoniales ont été conservés sous forme de compressions dans le schiste avec une excellente conservation des cuticules permettant l’étude de l’histologie cellulaire.

## Description
La nature ligneuse des tiges associées et des pousses courtes préservées est la preuve que les Caytoniales étaient des arbustes et des arbres à feuilles caduques saisonniers. Les Caytoniales avaient des branches fertiles avec des cupules porteuses de graines. Les ovules étaient situés à l’intérieur de cupules charnues avec une cuticule externe dure. Les ovules individuels avaient un tube apical appelé canal micropylaire, qui permettait au pollen de passer dans la chambre pollinique. Les couches externes des cupules étaient charnues et ressemblaient à des fruits ; il est possible que ce soit pour aider à la dispersion par les animaux. Les cupules mesurent 4 à 5 mm de diamètre et environ 3 mm de long (Fig 1-2) et ressemblent à une myrtille,. La protection supplémentaire des organes reproducteurs a donné naissance à l’idée que les Caytoniales étaient les prédécesseurs des angiospermes, qui ont complètement enfermé les graines.
Les grains de pollen étaient petits, entre 25 et 30 μm de diamètre. La taille des grains de pollen soutient l’idée qu’ils ont été pollinisés par le vent, et leurs ailes bisaccates ont pu permettre l’entrée dans la graine par un mécanisme de pollinisation. À ces deux égards, ils étaient comme le pollen des pins. Ils ont été produits dans des sacs polliniques en groupes coalescents de quatre, attachés à des structures ramifiées. Les sacs polliniques pendent de la structure en grappes et mesurent généralement 2 cm de long.
La partie la plus commune et la plus répandue trouvée fossilisée sont les feuilles de Sagenopteris (Fig. 3). Ce sont des feuilles composées constituées généralement de 4 folioles disposées de manière palmée. Les folioles individuelles mesurent jusqu’à 6 cm de long. Les folioles ont des nervures anastomosées, comme celles de certaines fougères, mais manquent d’ordres de nervation que l’on trouve dans les feuilles des Angiospermes.

## Relation avec les Angiospermes
Caytonia a été décrite pour la première fois par Hamshaw Thomas en 1925. Son examen attentif des cupules l'a amené à croire qu'il s'agissait de l'un des premiers exemples d'Angiospermes. Il pensait à tort que l'ovule entier était enfermé dans la cupule, contrairement aux Gymnospermes typiques. Il a travaillé méticuleusement, collectant et nettoyant des spécimens pour obtenir la meilleure compréhension possible. Il a passé des semaines à faire bouillir des fruits dans différentes solutions pour essayer de les faire ressembler à leur état de vie. Il a proposé que les fruits contenaient un stigmate avec une ouverture en forme d'entonnoir au centre dans laquelle les grains de pollen se logeraient. Le grain de pollen entier ne pourrait pas entrer dans l'ovule, un trait déterminant chez les Angiospermes. Cette théorie a été réfutée en 1933 par l'étudiant de Thomas, Tom Harris, qui a étudié les mêmes organes reproducteurs et a trouvé des résultats différents. « La plupart des fruits ont été obtenus en dissolvant dans de l'acide fluorhydrique un seul très petit fragment de schiste collecté à Cape Stewart », écrit-il. La macération des fruits dissout la paroi cellulaire principale et laisse la cuticule et les organes cellulaires intérieurs. Cela a permis à Harris d'examiner de près les ovules situés à l'intérieur. Après une inspection minutieuse de l’ovule, des grains de pollen entiers ont été trouvés à l’intérieur du canal micropylaire. Ceci est typique d’une reproduction de Gymnospermes, pas d’Angiospermes. Vraisemblablement, la pollinisation a eu lieu à un stade précoce du développement des cupules et des ovules, avant le gonflement complet des cupules. Alors que l'idée originale de Thomas a amené de nombreux scientifiques à croire que les Caytoniales pouvaient être des Angiospermes, les recherches ultérieures de Harris ont réfuté cette théorie.
L'enceinte des ovules chez les Caytoniales a néanmoins été considérée comme un stade précoce de l'évolution du double tégument des Angiospermes et des carpelles formés à partir d'une élaboration de leur tige (Fig. 5  ). D'autres théories sur l'origine des Angiospermes les dérivent des Glossopteridales (Fig.5), entre autres groupes (voir Histoire évolutive des végétaux).

## Liste des familles et genres non-classés
Selon l'IRMNG (22 janvier 2025), The Taxonomicon (22 janvier 2025) et Tropicos (22 janvier 2025) :
- † Caytoniaceae Kräusel, 1926

Selon The International Fossil Plant Names Index (IFPNI) (22 janvier 2025) :
- † Caytoniaceae
- † Caytonialespollenites
- † Imania
- † Sagenopteridium

Selon la Paleobiology Database (22 janvier 2025) :
- † Amphorispermum Harris, 1932
- † Caytoniaceae
- † Gristhorpia Thomas, 1925
- † Microcheiris Harris, 1935
- † Pseudosagenopteris Potonie, 1900
- † Scoresbya Harris, 1932
- † Vitreisporites Leschik, 1955

## Galerie

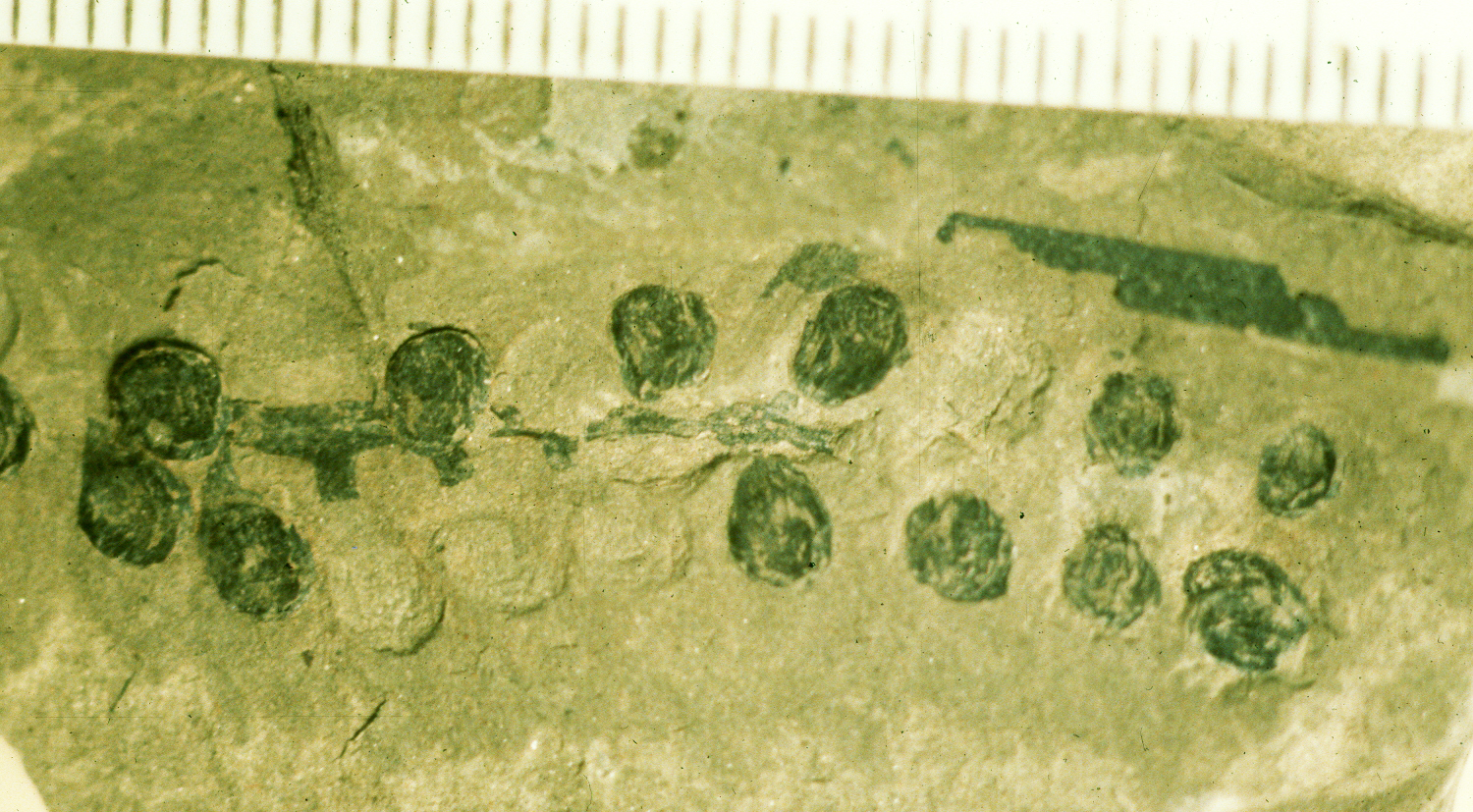
Fig. 4 Fossile de Caytonia nathorstii, la structure reproductive qui renferme les ovules. Exemplaire du Muséum d'histoire naturelle photographié par G.J. Retallack.
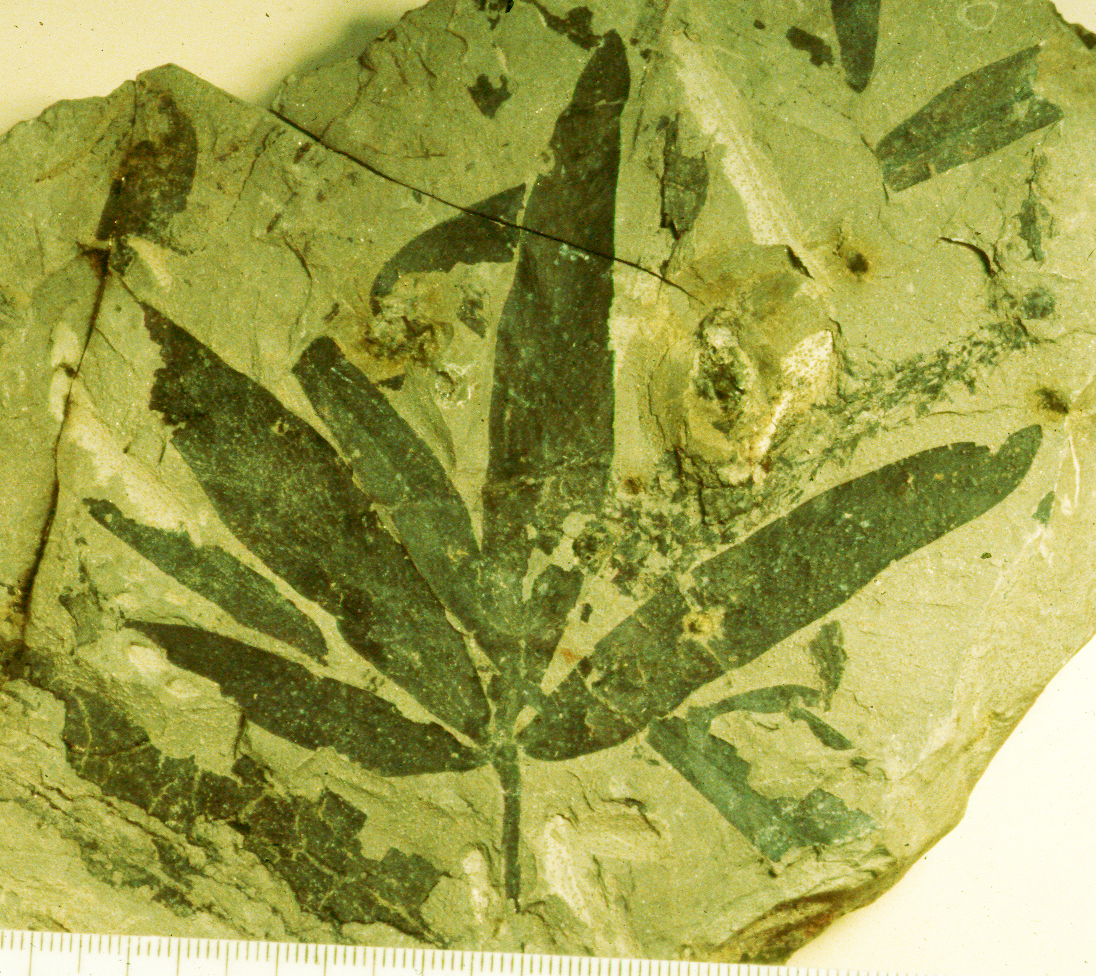
Fig. 3 Feuilles fossiles de Sagenopteris phillipsii provenant du Gristhorpe Bed à Cayton Bay. Exemplaire du Muséum d'histoire naturelle photographié par G.J. Retallack.
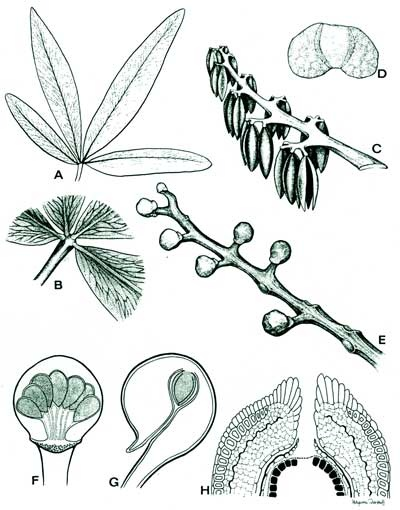
A) Structure de la feuille B) Venation C) Sacs de pollen D) Grain de pollen E) Structure de la graine F) Cupule G) Cupule latérale H) Ovule
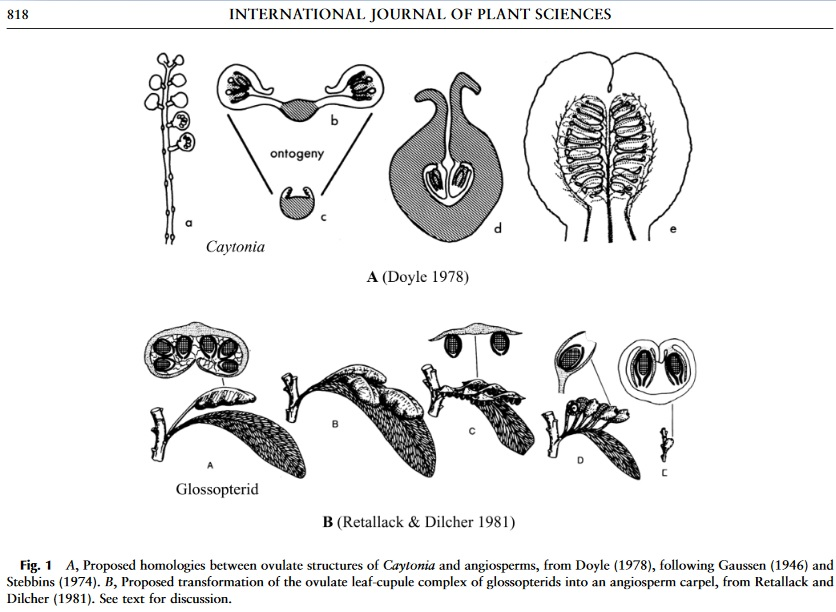
Fig. 5 Structures reproductrices des Caytoniales et des Glossopteris. Les illustrations supérieures montrent les Caytoniales comme ancêtres des Angiospermes, et les illustrations inférieures montrent les ancêtres des glossoptéridées.